# بويد دوغلاس
بويد دوغلاس (بالإنجليزية: Boyd Douglas)‏ هو فلاح وسياسي بريطاني، ولد في 13 يوليو 1950. حزبياً، نشط في الصوت الوحدوي التقليدي ‏. وقد انتخب عضو الجمعية التشريعية الأولى لأيرلندا الشمالية عن دائرة East Londonderry (Assembly constituency) ‏ وقد انضم خلال فترته النيابية ‏ (21 سبتمبر 1998 – 28 أبريل 2003)  للكتلة البرلمانية United Unionist Coalition ‏ وفي انتخابات الجمعية التشريعية لأيرلندا الشمالية، 1998 ‏، انتخب عضو الجمعية التشريعية الأولى لأيرلندا الشمالية عن دائرة East Londonderry (Assembly constituency) ‏ وقد انضم خلال فترته النيابية ‏ (25 يونيو 1998 – 21 سبتمبر 1998)  للكتلة البرلمانية مستقل.